# Тфахот
Тфахот (івр. טְפָחוֹת) — релігійний мошав на півночі Ізраїлю, заснований у 1980 році. Розташований в Галілеї, в декількох сотнях метрів на південь від міста Маар, він підпадає під юрисдикцію регіональної ради Мером га-Галіль. У 2022 році тут проживало 492 особи.